# UC-77号潜艇
陛下之UC-77号艇是德意志帝国海军于第一次世界大战期间建造的其中一艘UC-II型近岸布雷潜艇或称U艇。它由汉堡的伏尔铿船厂承建，于1916年12月2日新船下水，至同年12月29日交付使用。其全长50.5米，水面及水下排水量分别为410吨和493吨，艇载武器则包括三具鱼雷发射管、六具水雷滑射槽以及一门88毫米口径甲板炮。UC-77号入役后曾先后被部署至驻北海的第一区舰队和驻比利时的佛兰德区舰队，并参与了大西洋潜艇战。通过其十三次巡逻，共直接或间接击沉35艘协约国和中立国舰船，容积总吨累计为50,973吨。1918年7月11日，该艇在佛兰德海岸出航时触雷沉没，艇内30名官兵全数阵亡。

## 设计
1915年秋天，由于中立国美国的干预，U艇战几乎陷入停顿，导致德国广泛开展《国际法》所允许的水雷战，从而使布雷潜艇的需求量相应增加。德意志帝国海军潜艇监察局（Inspektion des U-Bootwesens）的开发部门留意到了这一点，遂以UB-II型为基础，按照兼顾布雷效率和生产速度的要求，以41号工程的名义设计了UC-II型潜艇。为了弥补前型UC-I型的缺陷，UC-II型艇不仅更大，而且采用双轴推进系统。然而，与前型最主要的区别在于，UC-II型艇重新运用了双壳体结构。但它并非纯粹的双体潜艇，而是一种中间过渡型；因为外层没有封闭耐压壳体，而是作为鞍形水柜附在上方。
UC-77号是64艘UC-II型方案的其中一艘。这个亚型的艇体结构与UB-II型类似，但体积更大，全长为50.5米，并有3.65米的吃水深度；由于不再考虑铁路运输的装载限界，舷宽也得以增至5.22米。其水上和水下排水量分别为410吨和493吨。艇只采用两台科尔庭六缸四冲程600匹公制馬力（440千瓦特）柴油机用于水面运行，以及两台620匹公制馬力（460千瓦特）的西门子-舒克特电动发电机用于水下航行；水面最高航速11.8節（21.9每小時），水下7.3節（13.5每小時）；能够在水面以7節（13每小時）航速续航10,230海里（18,950），或以4節（7.4每小時）连续在水下航行52海里（96）而无需充电。其潜没需时约为30秒，能够在50米的深度下运作。
作为布雷潜艇，UC-77号改将六具布雷滑射槽安装在艇体前部，每具储存井内的水雷数量增至3枚，即合共18枚UC200型水雷。布雷时只需将存储井底部的盖板打开，水雷便可凭借自身重量滑入水中。随着滑射槽长度增加，艇体艏楼的上层建筑被抬高，上层建筑与司令塔之间的凹陷处布置了一门88毫米30倍径速射炮作为甲板炮。但由于位置相对较低，火炮甲板在恶劣海况下很容易被涌浪淹没。此外，UC-77号还装备有三具500毫米鱼雷发射管，这极大提升了潜艇的攻击能力。其中艇艏两具外置在两侧、艇艉一具则为内置式，并可搭载合共7枚G6型鱼雷。其标准船员编制为3名军官及23名水兵。

## 历史
1916年1月12日，在海军元帅阿尔弗雷德·冯·提尔皮茨的倡议下，国家海军办公室分别向五家德国造船厂发包第三批次的UC-II型潜艇。UC-77号因此成为汉堡伏尔铿船厂承建的该批次四号艇，建造编号为82。它于1916年12月2日新船下水，至当月29日在首度担任艇长的海军上尉赖因哈德·冯·拉贝瑙的指挥下交付使用，随即展开海试。在拉贝瑙之后，约翰内斯·里斯中尉也曾担任该艇的末任指挥官。完成海试后，UC-77号先是于1917年3月5日被编入驻布伦斯比特尔科格的第一潜艇区舰队，自同年7月4日起又转配至驻泽布吕赫的佛兰德区舰队，成为海军佛兰德集团军的一份子。
在为期十六个月的服役生涯中，UC-77号参与了大西洋潜艇战，足迹遍及凯尔特海、比斯开湾、英吉利海峡和英格兰东部等多处水域。通过十三次布雷及破交战巡逻，该艇合共击沉协约国或中立国的33艘商船和2艘辅助军舰，容积总吨累计为50,973吨。其中，体积最大的受害者是注册吨位为5,980吨的法国轮船泽代将军号（Amiral Zédé），它于1917年11月19日从纽波特驶往布宜诺斯艾利斯的途中，在距康索尔角东南约22海里（41）处遭拉贝瑙发射鱼雷击沉。而容积总吨达7,981吨的英国货轮温彻斯特城号（City Of Winchester）尽管显著更大，但它于1918年4月15日在波特兰比尔西南遇袭时仅仅受损，并未沉没。此外，隶属英国皇家海军、容积总吨为245吨的武装拖网船奥尔加公主号（Princess Olga）也于1918年6月14日在勒阿弗尔附近撞上UC-77号布设的水雷而沉没，成为该艇的最后一个受害者。1918年7月11日，UC-77号在从佛兰德海岸出航时触雷沉没，艇内30名官兵全数阵亡。

## 袭击历史摘要
| 日期           | 船名             | 船籍         | 吨位  | 结局 |
| -------------- | ---------------- | ------------ | ----- | ---- |
| 1917年3月24日  | 格伦马尔号       | 挪威         | 1,438 | 击沉 |
| 1917年3月25日  | 威尔士公主号     | 英国         | 158   | 击沉 |
| 1917年3月27日  | 加拉太号         | 英国         | 150   | 击沉 |
| 1917年3月27日  | 诺瓦号           | 挪威         | 1,034 | 击沉 |
| 1917年3月27日  | 山特维克号       | 挪威         | 591   | 击沉 |
| 1917年3月28日  | 摩棉号           | 英国         | 151   | 击沉 |
| 1917年3月28日  | 提佐纳号         | 挪威         | 1,021 | 击沉 |
| 1917年3月30日  | 海燕号           | 英国         | 151   | 击沉 |
| 1917年4月26日  | 再生号           | 英國皇家海軍 | 230   | 击沉 |
| 1917年5月3日   | 塔纳河谷号       | 英国         | 817   | 击沉 |
| 1917年5月4日   | 赫林顿号         | 英国         | 1,258 | 击沉 |
| 1917年5月4日   | 瓦勒号           | 挪威         | 720   | 击沉 |
| 1917年5月4日   | 沃尔斯利号       | 英国         | 159   | 击伤 |
| 1917年5月5日   | 欧登塞号         | 丹麦         | 1,756 | 击沉 |
| 1917年5月6日   | 卡帕里卡号       | 挪威         | 1,232 | 击沉 |
| 1917年6月3日   | 瓦尔基莉亚号     | 英国         | 209   | 击沉 |
| 1917年6月6日   | 安东号           | 瑞典         | 1,568 | 击沉 |
| 1917年6月6日   | 克里特加德国王号 | 丹麦         | 1,799 | 击沉 |
| 1917年7月11日  | 沃尔丁堡号       | 丹麦         | 2,155 | 击沉 |
| 1917年7月13日  | 阿斯坎号         | 法國         | 1,686 | 击沉 |
| 1917年8月8日   | 贝伦加斯号       | 葡萄牙       | 3,548 | 击沉 |
| 1917年8月11日  | 索妮号           | 英国         | 2,642 | 击沉 |
| 1917年9月7日   | 苏格兰王子号     | 英国         | 2,897 | 击伤 |
| 1917年9月10日  | 约安娜号         | 英国         | 3,459 | 击伤 |
| 1917年10月15日 | 勒安得耳号       | 英国         | 2,793 | 击伤 |
| 1917年10月19日 | 埃尔德拉号       | 英国         | 227   | 击沉 |
| 1917年11月17日 | 阿道夫·安德森号  | 丹麦         | 981   | 击沉 |
| 1917年11月18日 | 安特卫普号       | 英国         | 1,637 | 击沉 |
| 1917年11月18日 | 吉塞拉号         | 英国         | 2,502 | 击沉 |
| 1917年11月19日 | 泽代将军号       | 法國         | 5,980 | 击沉 |
| 1917年11月19日 | 长尾鸭号         | 英国         | 1,754 | 击沉 |
| 1917年11月19日 | 罗伯特·布朗号    | 英国         | 119   | 击沉 |
| 1917年11月30日 | 拖船8号          | 法國         | 250   | 击沉 |
| 1918年3月7日   | 克利夫赛德号     | 英国         | 4,969 | 击伤 |
| 1918年3月7日   | 斯科里默号       | 挪威         | 1,476 | 击沉 |
| 1918年3月18日  | 贝吉塔诺号       | 英国         | 3,073 | 击沉 |
| 1918年4月15日  | 温彻斯特城号     | 英国         | 7,981 | 击伤 |
| 1918年4月15日  | 波美拉尼亚人号   | 英国         | 4,241 | 击沉 |
| 1918年6月6日   | 亨茨兰号         | 英国         | 2,871 | 击沉 |
| 1918年6月9日   | 莫达特号         | 英国         | 1,303 | 击沉 |
| 1918年6月10日  | 圣巴泰勒米号     | 法國         | 1,476 | 击伤 |
| 1918年6月14日  | 奥尔加公主号     | 英國皇家海軍 | 245   | 击沉 |

## 脚注
1. 1 2 3  Helgason, Guðmundur. . German and Austrian U-boats of World War I - Kaiserliche Marine - Uboat.net.   [2009-02-23].
2. ↑  Tarrant，第173頁.
3. ↑  Gröner 1991，第31–32頁.
4. 1 2  Helgason, Guðmundur. . German and Austrian U-boats of World War I - Kaiserliche Marine - Uboat.net.   [2015-03-04].
5. ↑  Helgason, Guðmundur. . German and Austrian U-boats of World War I - Kaiserliche Marine - Uboat.net.   [2015-03-04].
6. ↑  陈进，第48頁.
7. ↑  . Navypedia.   [2022-09-16]. （原始内容存档于2023-01-20）.
8. 1 2  Gröner 1991，第31-32頁.
9. ↑  陈进，第46頁.
10. ↑  Herzog，第139頁.
11. 1 2  Helgason, Guðmundur. . German and Austrian U-boats of World War I - Kaiserliche Marine - Uboat.net.   [2015-03-04].
12. ↑  Helgason, Guðmundur. . German and Austrian U-boats of World War I - Kaiserliche Marine - Uboat.net.   [2023-03-27].
13. ↑  Helgason, Guðmundur. . German and Austrian U-boats of World War I - Kaiserliche Marine - Uboat.net.   [2023-03-27].
14. ↑  Helgason, Guðmundur. . German and Austrian U-boats of World War I - Kaiserliche Marine - Uboat.net.   [2023-03-27].